# 山根青鬼
山根 青鬼（やまね あおおに、男性、1935年〈昭和10年〉8月16日 - ）は、日本の漫画家。本名は山根 忠（やまね ただし）。別筆名に山根 あおおに。田河水泡の弟子。筆名は田河につけてもらった。
富山県出身。東京都立小金井工業高等学校夜間部卒。弟に山根赤鬼がいる。日本漫画家協会の理事を務めている。

## 来歴
双子の弟の山根赤鬼と共に執筆活動をしていた。ほのぼのした作風の弟の赤鬼とは違いスラップスティックなギャグが得意で、執筆当時の流行りモノをよく取り入れる作風であった。師匠の田河から『のらくろ』の漫画執筆権を譲られ、田河の死後ものらくろの新作が描かれ続けることになった。
2010年（平成22年）、これまでの全業績に対して第39回日本漫画家協会賞特別賞を授与された。
2013年（平成25年）5月現在は、ネットショッピングが趣味とのことである。

## 作品リスト
- めだかちゃん（少女クラブ 1956年1月号-1958年4月号）
- おむすびくん（中学時代一年生 1956年12月号-1957年3月号）
- ほがらか一家（たのしい四年生 1958年9月号-1959年3月号）
- でこちん（少年画報 1963年頃）[3][4] - 当初は山根赤鬼との共作だったが、後に単独に。
- けいれい!しんぺいくん（少年ブック 1964年頃） - 山根赤鬼との合作[5]。
- パコちゃんパーすけ（小学一年生、小学二年生 1966年頃）[6][7]
- なるへそくん（週刊少年キング 1966年頃）[8] - 和泉製菓のキャラを漫画化。TCJ（現：エイケン）制作でアニメ化の予定だったが実現しなかった[9]。
- おやじバンザイ（週刊少年キング 1969年頃）[10] - 売れない落語家とその息子の人情ギャグ。アニメ化はされなかったが、カネボウハリス（現：クラシエフーズ）のシールキャラの一つとして登場。
- はらたちカッカ（別冊少年キング 1971年3月号読切り）[11]
- アホンダラ先生（少年画報 1971年7号読切り）[12]
- 怪獣ダイゴロウ（小学二年生 1972年7月号-1973年3月号、小学三年生 1972年7月号-1974年3月号、小学四年生 1974年4月号-6月号）
- のこっ太くん（小学三年生 1973年6月号-1974年3月号）
- ゴンたろう（小学三年生 1974年4月号-1975年3月号、小学四年生 1975年4月号-9月号）
- 進め!フィンガー5（小学三年生 1974年8月号-1975年1月号）‐同名バラエティ番組の漫画化。
- マックスくん（小学一年生 1974年11月号-12月号）
- なぞ姫ポコンちゃん（小学四年生 1974年11月号-1975年3月号）
- ホイキタ110番（週刊少年キング 1976年頃）[13]
- 快けつピンチ丸（小学二年生 1976年4月号-12月号）
- びっくらコング（小学二年生 1977年4月号-8月号）
- 飛べ!孫悟空（テレビマガジン 1978年頃）[14] - ザ・ドリフターズ主演のテレビ人形劇からの漫画化。
- 名たんていカゲマン（小学二年生 1978年4月号-1980年3月号、1982年10月号-1984年3月号、小学三年生 1975年4月号-1981年3月号、小学四年生 1976年4月号-1979年3月号）- 2001年、NHK教育テレビで『探偵少年カゲマン』としてテレビアニメ化。
  - 名たんてい新カゲマン（小学二年生 1984年4月号-1985年3月号、小学三年生 1984年4月号-1985年1月号）
  - 平成名たんていカゲマン（COMIC GON! 1997年創刊号）
- ぼくたちクイズマン（小学二年生  1985年4月号-7月号）
- くろっぺ - 毎日小学生新聞連載[15]。単行本は1974年9月発行。名たんていカゲマンに登場するシャドーそっくりのキャラクターが登場する、名たんていカゲマンの原型ともいえる作品。

## その他の活動
- 藤子・F・不二雄大全集『しゃっくり丸/やじさんきたさん』（2013年、小学館）の解説を書いている。
- まんが甲子園の審査員を務めている。
- 2021年5月、逝去した矢口高雄への追悼色紙を執筆。執筆権を譲られた「のらくろ」と釣りキチ三平の共演を描いた[16]。